# Kanton Cléguérec
Der Kanton Cléguérec war bis 2015 ein französischer Kanton im Arrondissement Pontivy, im Département Morbihan und in der Region Bretagne; sein Hauptort war Cléguérec.

## Gemeinden
Der Kanton Cléguérec umfasste acht Gemeinden:
| Gemeinde        | Bretonisch | Einwohner (2022) | Fläche (km²) | Code postal | Code Insee |
| --------------- | ---------- | ---------------- | ------------ | ----------- | ---------- |
| Cléguérec       | Klegereg   | 2.849            | 62.99        | 56480       | 56041      |
| Kergrist        | Kergrist   | 713              | 29.66        | 56300       | 56093      |
| Malguénac       | Malgeneg   | 1.849            | 38.45        | 56300       | 56125      |
| Neulliac        | Neulieg    | 1.476            | 30.99        | 56300       | 56146      |
| Saint-Aignan    | Sant-Inan  | 632              | 27.33        | 56480       | 56203      |
| Sainte-Brigitte | Berc'hed   | 178              | 17.74        | 56480       | 56209      |
| Séglien         | Seglian    | 656              | 38.36        | 56160       | 56242      |
| Silfiac         | Silieg     | 488              | 22.46        | 56480       | 56245      |
| Kanton          | Klegereg   | 8.772            | 267.98       | -           | 5605       |

## Bevölkerungsentwicklung
| 1962  | 1968  | 1975  | 1982  | 1990  | 1999  | 2006  | 2012  |
| ----- | ----- | ----- | ----- | ----- | ----- | ----- | ----- |
| 9.915 | 8.807 | 8.227 | 8.378 | 8.415 | 8.479 | 8.729 | 8.772 |